# Loxobireta obliqua
Loxobireta obliqua är en fjärilsart som beskrevs av George Francis Hampson 1897. Loxobireta obliqua ingår i släktet Loxobireta och familjen tandspinnare. Inga underarter finns listade i Catalogue of Life.